# Isaiah Wynn
Isaiah Emmanuel Wynn (St. Petersburg, 10 dicembre 1996) è un giocatore di football americano statunitense che milita nel ruolo di offensive tackle per i Miami Dolphins della National Football League (NFL).

## Carriera universitaria
Al college Wynn giocò a football con i Georgia Bulldogs dal 2014 al 2017. Dopo avere disputato 11 gare nella sua prima stagione, disputò 25 gare su 26 come titolare nelle due successive, prima di infortunarsi in una gara contro Louisiana. Prima della stagione 2017, Wynn perse diversi allenamenti per malattia. L'11 dicembre fu inserito nel Second-Team All-American.

## Carriera professionistica
Il 26 aprile 2018 Wynn fu scelto come 23º assoluto nel Draft NFL 2018 dai New England Patriots. Il 1º settembre 2018 fu inserito in lista infortunati.

### Miami Dolphins
Il 14 maggio 2023 Wynn firmò un contratto di un anno con i Miami Dolphins.